# Strictly 4 My N.I.G.G.A.Z.
Strictly 4 My N.I.G.G.A.Z... é o segundo álbum de estúdio do rapper 2Pac, lançado em 16 de fevereiro de 1993 através da TNT Recordings, Interscope Records e EastWest Records America. As sessões de gravação ocorreram no Starlight Sound Studio em Richmond, no Echo Sound Studio em Los Angeles e no Unique Recording Studios em Nova York.
O álbum segue o sucesso de 2Pac após estrelar o filme Juice (1992) e inclui seus comentários sobre questões sociais e o então vice-presidente Dan Quayle, que criticou o rapper por suas letras violentas. Alcançando a 24ª posição na Billboard 200, o álbum obteve mais sucesso comercial do que seu antecessor, e há muitas diferenças perceptíveis na produção. Embora o primeiro trabalho de 2Pac incluísse um som mais underground ou voltado para o indie rap, Strictly 4 My N.I.G.G.A.Z...  foi considerado seu primeiro grande sucesso.
O álbum foi promovido com quatro singles: "Holler If Ya Hear Me", "I Get Around", "Keep Ya Head Up" e "Papa'z Song", com seus respectivos videoclipes. Em 1998 e 2003, o álbum foi relançado através da Amaru Entertainment e Jive Records. Em 2023, uma edição expandida com seis faixas adicionai foi lançada digitalmente pela Interscope Records.

## Antecedentes
No início de 1992, 2Pac começou a trabalhar em um álbum subsequente a 2Pacalypse Now, originalmente intitulado Black Starry Night, que foi renomeado para Troublesome 21 durante o processo de gravação. O projeto estava previsto para ser lançado em setembro de 1992, mas foi rejeitado pela Time Warner devido à repercussão da mídia e de disputas políticas em relação às letras. Várias músicas gravadas para Troublesome 21, incluindo "Keep Ya Head Up", "I Get Around", "Strictly fo' My Niggas" e "The Streetz R Deathrow", foram utilizadas para a nova lista de faixas.
A abreviação pontuada da palavra "nigga" no título do álbum significa "Never Ignorant in Getting Goals Accomplished" (trad: "Nunca Ignorante em Alcançar Metas"), um acrônimo inventado por Shakur.

## Recepção da crítica
| Críticas profissionais | Críticas profissionais |
| Avaliações da crítica  | Avaliações da crítica  |
| Fonte                  | Avaliação              |
| ---------------------- | ---------------------- |
| Allmusic               | link                   |
| Robert Christgau       | cut link               |
| Los Angeles Times      | link                   |
| Rolling Stone          | 2004                   |

Strictly 4 My N.I.G.G.A.Z... recebeu avaliações geralmente positivas dos críticos musicais. No livro The New Rolling Stone Album Guide, Greg Tate viu 2Pac "entregar um álbum com uma pegada impulsiva e um fervor eruptivo, dissidente e dissonante, digno de Fear of a Black Planet e AmeriKKKa's Most Wanted", e o chamou de "o álbum mais bem construído e coerente de Shakur, e também o mais militantemente político". Marisa Brown, da AllMusic, concluiu: "embora a produção às vezes sofra, especialmente no meio do álbum, onde é totalmente esquecível, o disco mostra um MC em desenvolvimento contínuo, com temas líricos cada vez mais complexos, a caminho de se tornar quase imparável".
A Melody Maker chamou o álbum de "uma aventura pela vida nas ruas da América", transmitida por meio de raps que "pingam o suor do funk hardcore". Eric Berman, do The Source, escreveu: "uma combinação do pensamento político negro dos anos 60 com a realidade urbana dos anos 90, 2Pac não tem medo de falar o que pensa... [equilibrando] as tendências gangster da vida nas ruas com revelações perspicazes". Jonathan Gold, do Los Angeles Times, achou a produção bem-sucedida e os raps de 2Pac "meio divertidos", mas o considerou "um imitador talentoso" sem "nenhum estilo próprio discernível" e "não um pensador especialmente profundo". Ian McCann, da Q, escreveu que o álbum "encontrou 2Pac festejado por Hollywood e Ice Cube não mais uma influência, mas um convidado. Amargo, mais distante, oferece as lendárias "5 Deadly Venomz", "Keep Ya Head Up" e, ameaçadoramente, "Something 2 Die 4", na qual a mãe de 2Pac o avisa que se ele não consegue encontrar algo pelo qual viver, ele deve encontrar algo pelo qual valha a pena morrer".
Em seu livro Christgau's Consumer Guide: Albums of the '90s, Robert Christgau destacou "Keep Ya Head Up" como a única faixa digna do álbum.

## Lista de faixas
| Strictly 4 My N.I.G.G.A.Z... – Edição padrão |                                                          |                                                                                                |                             |         |  |
| N.º                                          | Título                                                   | Compositor(es)                                                                                 | Produtor(es)                | Duração |  |
| 1.                                           | "Holler If Ya Hear Me" (part. de Live Squad)             | Tupac Shakur Randy Walker Norman Whitfield Barrett Strong                                      | Stretch                     | 4:38    |  |
| 2.                                           | "Pac's Theme (Interlude)"                                | Shakur Amos Blakemore George Guy                                                               | The Underground Railroad    | 1:56    |  |
| 3.                                           | "Point the Finga"                                        | Shakur Deon Evans                                                                              | Big D the Impossible        | 4:25    |  |
| 4.                                           | "Something 2 Die 4 (Interlude)"                          | Shakur Evans Curtis Mayfield                                                                   | Big D the Impossible        | 2:43    |  |
| 5.                                           | "Last Wordz" (part. de Ice Cube e Ice-T)                 | Shakur Tracy Marrow O'Shea Jackson Bobby Ervin                                                 | DJ Bobcat                   | 3:36    |  |
| 6.                                           | "Souljah's Revenge"                                      | Shakur Ervin                                                                                   | DJ Bobcat                   | 3:16    |  |
| 7.                                           | "Peep Game" (part. de Deadly Threat)                     | Shakur Corey Lloyd Brown Ervin                                                                 | DJ Bobcat                   | 4:28    |  |
| 8.                                           | "Strugglin'" (part. de Live Squad)                       | Shakur R. Walker Christopher Walker                                                            | Live Squad                  | 3:33    |  |
| 9.                                           | "Guess Who's Back"                                       | Shakur Edward Archer Ronald Williams                                                           | Special Ed Akshun           | 3:06    |  |
| 10.                                          | "Representin' 93"                                        | Shakur Truman Jefferson Jake Carter Joe Sayles Kevin Scott Dwight Wyatt James Brown Bobby Byrd | Jefferson                   | 3:34    |  |
| 11.                                          | "Keep Ya Head Up" (part. de Dave Hollister)              | Shakur Daryl Anderson Roger Troutman                                                           | DJ Daryl                    | 4:22    |  |
| 12.                                          | "Strictly 4 My N.I.G.G.A.Z..."                           | Shakur Larry Goodman                                                                           | Laylaw                      | 5:55    |  |
| 13.                                          | "The Streetz R Deathrow"                                 | Shakur R. Walker Barry White Smead Hudman                                                      | Stretch                     | 3:26    |  |
| 14.                                          | "I Get Around" (part. de Digital Underground)            | Shakur Gregory Jacobs Ronald Brooks R. Troutman Larry Troutman Shirley Murdock                 | The D-Flow Production Squad | 4:19    |  |
| 15.                                          | "Papa'z Song" (part. de Wycked)                          | Shakur Evans Joseph Sample Wilbur Jennings                                                     | Big D the Impossible        | 5:25    |  |
| 16.                                          | "5 Deadly Venomz" (part. de Treach, Apache e Live Squad) | Shakur Anthony Criss Anthony Peaks R. Walker C. Walker                                         | Stretch                     | 5:13    |  |
| Duração total:                               | Duração total:                                           | Duração total:                                                                                 | Duração total:              | 64:05   |  |

| Strictly 4 My N.I.G.G.A.Z... – Edição expandida de 2023 |                                                                                      | |                                                                                  |         |  |
| N.º                                                     | Título                                                                               | Compositor(es)                                                                                        | Produtor(es)                                                                     | Duração |  |
| 17.                                                     | "Holler If Ya Hear Me" (New York Stretch Mix)                                        | Shakur R. Walker Whitfield Strong                                                                     | Stretch                                                                          | 3:46    |  |
| 18.                                                     | "Keep Ya Head Up" (Madukey Remix)                                                    | Shakur Anderson R. Troutman Stan Vincent                                                              | DJ Daryl Bryant "Moe Doe" Johnson Lea Reis                                       | 4:18    |  |
| 19.                                                     | "I Get Around" (Remix) (part. de Digital Underground)                                | Shakur Jacobs Brooks R. Troutman L. Troutman Murdock                                                  | The D-Flow Production Squad DJ Battlecat Howard Johnson Khris Kellow Paul Arnold | 6:04    |  |
| 20.                                                     | "Papa'z Song" (Vibe Tribe Remix) (part. de Wycked e Poppi)                           | Shakur Evans Sample Jennings                                                                          | Big D the Impossible Duane Nettlesbey Norman "Slam" Whitfield, Jr.               | 5:16    |  |
| 21.                                                     | "Flex" (part. de Live Squad)                                                         | Shakur R. Walker C. Walker Clarke                                                                     | Stretch                                                                          | 4:16    |  |
| 22.                                                     | "Let's Get It On" (part. de Heavy D, The Notorious B.I.G., Grand Puba e Spunk Bigga) | Shakur Dwight Myers Christopher Wallace Maxwell Dixon Anthony Blagmon William Morris Michael Robinson | Morris                                                                           | 4:05    |  |

#### Créditos desamples
- "Holler If Ya Hear Me" contém um sample de "I Heard It Through the Grapevine" de Roger Troutman.
- "Pac's Theme (Interlude)" contém samples de "Tennessee" de Arrested Development e "Snatch It Back and Hold It" de Junior Wells.
- "Last Wordz" contém um sample de "Holy Ghost" de Bar-Kays.
- "Souljah's Revenge" contém um sample de "Hallelujah I Love Her So" de Ray Charles
- "Peep Game" contém um sample de "Don't Change Your Love" de Curtis Mayfield
- "Representin' 93" contém um sample de "This One's for You" de Joe Public
- "Keep Ya Head Up" contém um sample de "Be Alright" de Roger Troutman
- "The Streetz R Deathrow" contém um sample de "You're the One I Need" de Barry White.
- "I Get Around" contém um sample de "Computer Love" de Zapp
- "Papa'z Song" contém um sample de "Soul Shadows" de Bill Withers.

## Singles
| Singles Informações |
| --- |
| "Holla If Ya Hear Me" - Lançamento: 4 de fevereiro de 1993                                                                     |
| "I Get Around" - Lançamento: 10 de junho de 1993 - Lado-A: "Nothing But Love"                                                  |
| "Keep Ya Head Up" - Lançamento: 28 de outubro de 1993 - Lado-B: "Rebel of the Underground", "I Wonda If Heaven's Got a Ghetto" |
| "Papa'z Song" - Lançamento: 10 de março de 1994 - Lado-B: "Peep Game", "Cradle to the Grave"                                   |

## Álbum nas paradas
| Ano  | Álbum                      | Melhor posição | Melhor posição         |
| Ano  | Álbum                      | Billboard 200  | Top R&B/Hip Hop Albums |
| 1993 | Strictly 4 My N.I.G.G.A.Z. | #24            | #4                     |

## Singles nas paradas
| Ano  | Canção            | Melhor posição        | Melhor posição                   | Melhor posição  | Melhor posição  |                                    |
| Ano  | Canção            | The Billboard Hot 100 | Hot R&B/Hip-Hop Singles & Tracks | Hot Rap Singles | Rhythmic Top 40 | Hot Dance Music/Maxi-Singles Sales |
| 1993 | "I Get Around"    | #11                   | #5                               | #8              | #7              | #2                                 |
| 1993 | "Keep Ya Head Up" | #12                   | #7                               | #2              | #3              | #2                                 |
| 1994 | "Papa'z Song"     | #87                   | #82                              | #24             | -               | -                                  |

1. ↑  «2Pac "Strictly 4 My N.I.G.G.A.Z." (1993)». Hip Hop Golden Age. Consultado em 12 de agosto de 2025
2. ↑  Pedroche, Ben (14 de fevereiro de 2023). «Rediscover 2Pac's 'Strictly 4 My N.*.*.*.*.Z...' (1993) | Tribute». Albumism (em inglês). Consultado em 12 de agosto de 2025
3. ↑  «2Pac». elpee.jp (em inglês). Consultado em 12 de agosto de 2025
4. ↑  Monjauze, Molly (2008). Tupac remembered. Internet Archive. [S.l.]: San Francisco, Calif. : Chronicle ; Enfield : Publishers Group UK [distributor]. Consultado em 12 de agosto de 2025
5. ↑  «Book sources - Wikipedia». en.wikipedia.org (em inglês). Consultado em 12 de agosto de 2025
6. ↑  Strictly 4 My N.I.G.G.A.Z. - 2Pac | Album | AllMusic (em inglês), consultado em 12 de agosto de 2025
7. ↑  «Wayback Machine». thesource.tunes.com. Consultado em 12 de agosto de 2025. Cópia arquivada em 28 de novembro de 1999
8. ↑  «2PAC "Strictly 4 My N.I.G.G.AZ . . ." Interscope». Los Angeles Times (em inglês). 21 de fevereiro de 1993. Consultado em 12 de agosto de 2025
9. ↑  «Robert Christgau: CG Book '90s: T». www.robertchristgau.com. Consultado em 12 de agosto de 2025